# Macropsis octonotata
Macropsis octonotata är en insektsart som beskrevs av Dlabola 1979. Macropsis octonotata ingår i släktet Macropsis och familjen dvärgstritar. Inga underarter finns listade i Catalogue of Life.